# Liste des capitaines du Ceylan portugais
Les Portugais sont arrivés sur l'île du Sri Lanka en l'an 1505, au royaume de Kotte.
En 1594, le dernier roi de Kotte offre son territoire aux Portugais, et c'est ainsi que commence la colonie du Ceylan portugais. Avant cette date, la présence des Portugais était tolérée pour des raisons commerciales, et les responsables portugais présents étaient des capitaines de 1518 à 1551, et des capitaines-majors entre 1551 et 1594.

## Liste des capitaines (1518–1551)
| Portrait | Nom                   | Date de naissance | Date de décès | Capitaine de | Capitaine jusqu'à | Monarque            |
| -------- | --------------------- | ----------------- | ------------- | ------------ | ----------------- | ------------------- |
|          | João da Silveira      | -                 | -             | 1518         | 1518              | Manuel Ier          |
|          | Lopo de Brito         | -                 | -             | 1518         | 1522              | Manuel Ier Jean III |
|          | Fernão Gomes de Lemos | -                 | -             | 1522         | 1524              | Jean III            |
|          | Poste vacant          | -                 | -             | 1524         | 1551              | Jean III            |